# (523794) 2015 RR245
(523794) 2015 RR245, voorlopige aanduiding 2015 RR245, is een groot transneptunisch object in de Kuipergordel in de buitenste regio's van het zonnestelsel. Het werd ontdekt op 9 september 2015, door de Outer Solar System Origins Survey met een van de telescopen van het Mauna Kea-observatorium op het Grote Eiland van Hawaï, in de Verenigde Staten. Het object bevindt zich in een zeldzame 2:9 resonantie met Neptunus en meet ongeveer 600 kilometer in diameter. 2015 RR245 heeft mogelijk een satelliet volgens een studie in een bijeenkomst van het European Planetary Science Congress in 2019.